# Michael Hutchence
Michael Kelland John Hutchence, född 22 januari 1960 i Sydney, död 22 november 1997 i Sydney, var en australisk sångare i bandet INXS.

## Biografi
Hutchence föddes i Sydney och växte upp där och i Hongkong.
INXS slog igenom 1982 med albumet Shabooh Shoobah. 1987 släppte INXS albumet Kick. Singeln "Need You Tonight" gick in på första plats på Billboard-listan. Under de följande åren var INXS som mest populära; gruppen hade bland annat en megahit med "Suicide Blonde". Hutchence var tillsammans med Paula Yates, med vilken han 1996 fick dottern Tiger.
1997 släpptes gruppens tionde album, Elegantly Wasted, och senare samma år påträffades Michael Hutchence död på Ritz-Carlton Hotel, rum 524 i en av Sydneys förorter. Omständigheterna kring dödsfallet är dock oklara. Officiellt konstaterades självmord genom hängning, men det finns indikationer på att Hutchence avled av autoerotisk asfyxi. Den 22 januari 1998 ströddes Michael Hutchences aska ut i vattnet utanför Rose Bay i Sydney.